# Frederik Muller

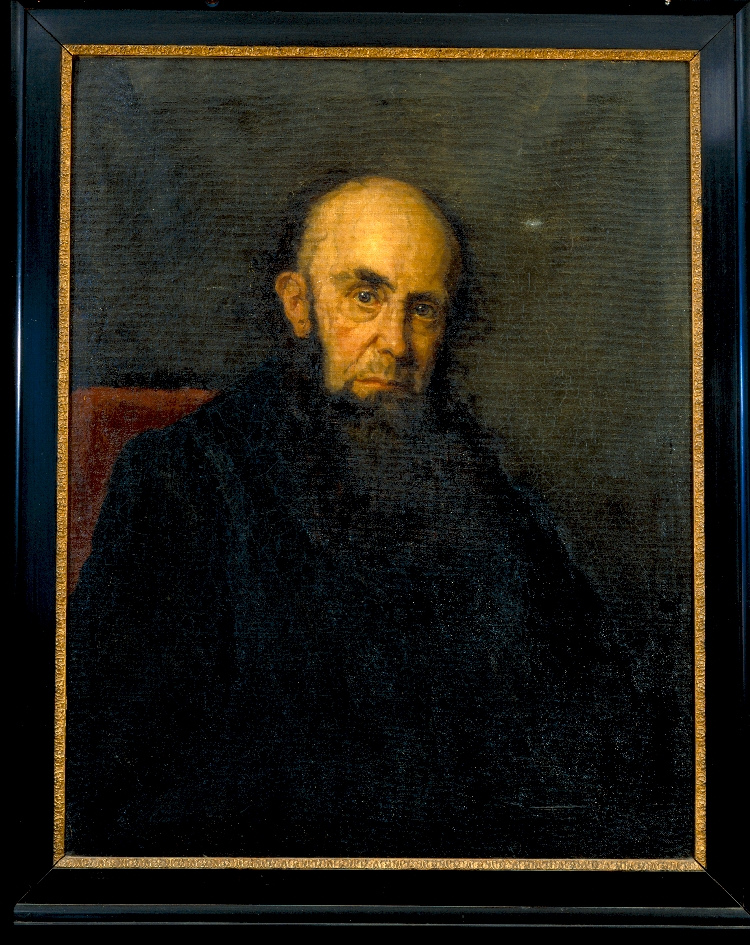
Portret door Thérèse Schwartze

Frederik (Frits) Muller (Amsterdam, 22 juli 1817 – aldaar, 4 januari 1881) was een antiquaar, bibliograaf en boekhandelaar te Amsterdam. Hij had een veilinghuis in de Nieuwe Doelenstraat. De boekwetenschapper prof. dr. P.J. Buijnsters beschouwt hem als de grootste antiquaar die Nederland gekend heeft.

## Familie
Muller was een zoon van Samuel Muller Hz., die op 18-jarige leeftijd uit Krefeld naar Amsterdam was gekomen om er theologie te studeren en hoogleraar was geworden aan het Doopsgezind Seminarium in Amsterdam.
Frederik trouwde met Gerarda Jacoba Yntema. Hun zoon Samuel Muller Fz. werd bekend als gemeente- en rijksarchivaris te Utrecht. Een andere zoon, Jacob Wijbrand Muller, werd hoogleraar Nederlandse taal- en letterkunde aan de Rijksuniversiteit Utrecht en later aan de Rijksuniversiteit Leiden. Diens zoon Frederik Muller Jzn werd hoogleraar Latijn aan de Universiteit van Amsterdam en die van Leiden.
Na de dood van zijn eerste vrouw hertrouwde Muller met Johanna Engelberta Doyer.

## Loopbaan
Op 17-jarige leeftijd ging Frits, behept met een spraakgebrek, bij zijn oom werken, Johannes Müller, eigenaar van 'Bibliopolium', een handel in zeldzame boeken in Amsterdam, en leerde daar het vak. Hij pakte er boeken in en bezorgde ze bij de kopers. Later stelde hij verkoopcatalogi samen. In 1840 ging hij voor Jacobus Radink werken, een andere verkoper van zeldzame boeken in Amsterdam, van wie hij leerde hoe boekenveilingen werden georganiseerd. Gedurende zijn periode bij zijn oom en tijdens zijn compagnonschap met Radink, legde Muller de basis voor een uitgebreid netwerk van academici, geleerden, bibliothecarissen, verzamelaars en veilinghouders. Hij richtte zich voornamelijk op het samenstellen van gedetailleerde bibliografieën, veiling- en magazijncatalogi. In 1843 startte Muller zijn eigen bedrijf. Om meer tijd aan het catalogiseren te besteden ging Muller in 1876 een partnerschap aan met Frederik Adama van Scheltema die al zeven jaar voor Muller werkte. De firmanaam werd uitgebreid tot Frederik Muller & Co. en Adama van Scheltema nam de boekenafdeling waar.
Muller gaf in 1844 de aanzet tot de oprichting van de Bibliotheek van de Vereeniging ter bevordering van de belangen des Boekhandels. Deze bibliotheek groeide uit tot een van de belangrijkste op het terrein van de boekwetenschap. Zijn boekenverzameling vormt de kern van de Bibliotheek van het Boekenvak, die wordt beheerd door de Bijzondere Collecties van de Universiteit van Amsterdam.
Mullers verzameling van meer dan 25000 historische en topografische prenten van Nederland en portretten van Nederlanders, tekeningen en zo'n 3000 boeken werd na zijn dood overgenomen door het Prentenkabinet van het Rijksmuseum in Amsterdam. De collectie Frederik Muller is een van de belangrijkste en omvangrijkste bronnen voor de verbeelding van de Nederlandse geschiedenis, vanaf de vroegste tijd tot ongeveer 1880.
Na zijn dood in 1881 is het antiquariaat tot 1919 en het veilinghuis Frederik Muller & Co. tot 1963 blijven bestaan.

## Vernoemingen
- In de 20e eeuw werd een opleiding in Amsterdam op het gebied van boekhandel, uitgeverij, bibliotheekwezen en documentaire informatiekunde vernoemd naar Muller; de Frederik Muller Akademie. Deze is later opgegaan in de Hogeschool van Amsterdam.
- De Nederlandse Boekhistorische Vereniging, onderdeel van de Maatschappij der Nederlandse Letterkunde, organiseert jaarlijks de Frederik Mullerlezing over een boekhistorisch onderwerp.